# Alexander Zaitsev (enxadrista)
Alexander Nikolayevich Zaitsev (Vladivostok, 15 de junho de 1935 — 31 de outubro de 1971) foi um Grande Mestre de Xadrez soviético.
Seu nome está ligado ao Gambit Zaitsev de Defesa Grünfeld (1.d4 Nf6 2.c4 g6 3.Nc3 d5 4.h4).